# Cílice

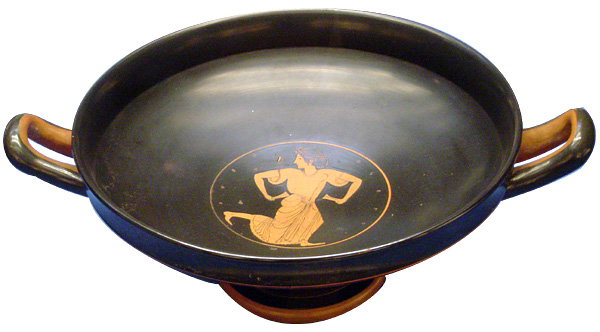
Cílice de Euergides (c.), cerâmica ática, Museu Britânico, Londres.

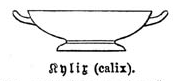
Em grego Kylix, em latim Calix

Cílice ou Cílix (em grego: κύλιξ; pl. κύλικες) é uma copa usada para se beber vinho na Grécia Antiga, com um corpo relativamente raso, com um pé e duas asas dispostas simetricamente.
O círculo quase plano na parte interior da copa, chamado de tondo, foi uma das principais superfícies para pintura negra ou vermelha dos séculos VI e V a.C.Como as cenas inicialmente estavam cobertas pelo vinho, somente se revelavam por etapas, quando este era consumido. Foram desenhadas com este objetivo, de surpreender ao bebedor à medida que era descoberta.